# Neisi Dajomes
Neisi Patricia Dajomes Barrera, née le 12 mai 1998 à Puyo, est une haltérophile équatorienne.

## Carrière
Elle est médaillée d'argent dans la catégorie des moins de 69 kg aux Jeux panaméricains de 2015, médaillée d'or dans cette même catégorie aux Championnats sud-américains d'haltérophilie 2016.
En 2017, elle est médaillée d'or des moins de 75 kg aux Championnats panaméricains, médaillée d'argent de la même catégorie aux Championnats sud-américains, aux Jeux bolivariens ainsi qu'aux Championnats du monde.
Elle remporte dans la catégorie des moins de 75 kg en 2018 la médaille d'or aux Championnats panaméricains, aux Championnats sud-américains et aux Jeux sud-américains de 2018 ainsi que la médaille de bronze des moins de 76 kg aux Championnats du monde.
En 2019, elle est médaillée d'or des moins de 76 kg aux Championnats panaméricains et aux Jeux panaméricains et médaillée de bronze de la même catégorie aux Championnats du monde.
En juin 2024, elle est nommée avec l'athlète Daniel Pintado porte-drapeau de la délégation équatorienne aux Jeux olympiques de 2024.

## Famille
Elle est la sœur de l'haltérophile Angie Palacios.